# Norsholms landskommun
Norsholms landskommun var en tidigare kommun i Östergötlands län.

## Administrativ historik
Kommunen bildades som storkommun vid 1952 års kommunreform genom sammanläggning av de tidigare kommunerna Kimstad och Skärkind. Den fick sitt namn efter tätorten Norsholm.
Kommunen ägde bestånd fram till år 1963, då den lades samman med Skärblacka landskommun. Sedan 1971 ingår området i Norrköpings kommun.
Kommunkoden var 0525.

### Kyrklig tillhörighet
I kyrkligt hänseende tillhörde kommunen Kimstads församling och Skärkinds församling.

## Geografi
Norsholms landskommun omfattade den 1 januari 1952 en areal av 133,30 km², varav 126,56 km² land.

### Tätorter i kommunen 1960
| Tätort   | Folkmängd |
| -------- | --------- |
| Kimstad  | 629       |
| Norsholm | 366       |

Tätortsgraden i kommunen var den 1 november 1960 36,9 procent.

## Politik

### Mandatfördelning i valen 1950–58
| 21 | 6 | 4 | 4 |

| 29 | 6 |

| 20 | 5 | 5 | 5 |

| 30 | 5 |

| 19 | 6 | 4 | 6 |

| 31 |